# 95-й бомбардировочный авиационный полк
95-й бомбардировочный авиационный полк (95-й бап) — воинская часть Военно-воздушных сил (ВВС) Вооружённых Сил РККА, принимавшая участие в боевых действиях Великой Отечественной войны.

## Наименования полка

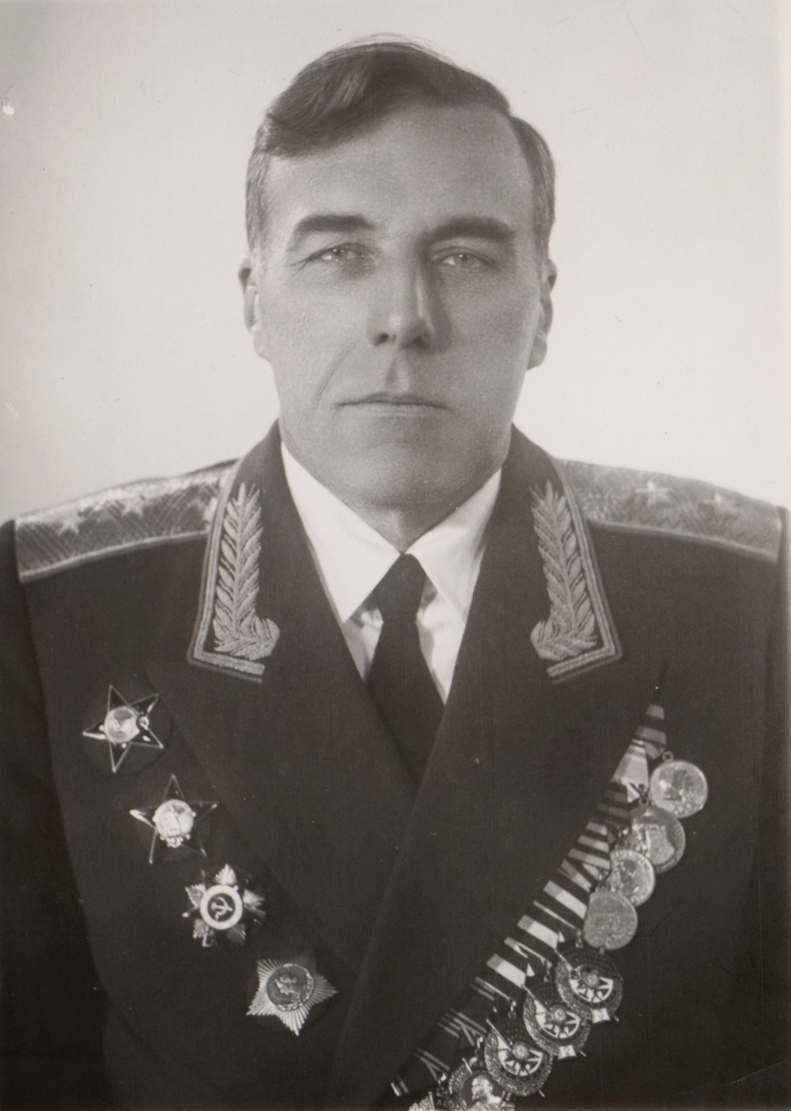
Командир полка С. А. Пестов

За весь период своего существования полк несколько раз менял своё наименование:
- 95-й скоростной бомбардировочный авиационный полк;
- 95-й ближнебомбардировочный авиационный полк;
- 95-й бомбардировочный авиационный полк;
- 95-й истребительный авиационный полк;
- 95-й истребительный авиационный полк ПВО;
- 95-й истребительный авиационный полк ВВС Северного флота;
- 95-й истребительный авиационный полк ВВС ВМФ;
- 95-й истребительный авиационный полк самолётов «Пе-3»;
- 95-й истребительный авиационный Краснознамённый полк ВВС Северного флота;
- 95-й смешанный авиационный Краснознамённый полк ВВС Северного флота;
- 574-й минно-торпедный авиационный Краснознамённый полк ВВС Северного флота;
- 574-й минно-торпедный авиационный Краснознамённый полк дальнего действия ВВС Северного флота;
- 574-й отдельный минно-торпедный авиационный Краснознамённый полк дальнего действия ВВС Северного флота;
- 574-й отдельный морской ракетоносный авиационный Краснознамённый полк дальнего действия ВВС Северного флота;
- 574-й отдельный морской ракетоносный авиационный ордена Ленина Краснознамённый полк дальнего действия ВВС Северного флота;
- 574-й морской ракетоносный авиационный ордена Ленина Краснознамённый полк дальнего действия ВВС Северного флота;
- Войсковая часть (Полевая почта) 26840.

## Создание полка
95-й бомбардировочный авиационный полк сформирован 19 апреля 1940 года в ВВС Московского военного округа как 95-й скоростной бомбардировочный авиационный полк на самолётах СБ.
| Пе-3 | Пе-2 | СБ |

## Переформирование полка
После начала перевооружения полка с 6 сентября 1941 года на самолёты Пе-3бис, создаваемые как тяжёлые истребители дальнего сопровождения, полк 25 сентября 1941 года Приказом Командующего ВВС был переименован в 95-й истребительный авиационный полк. Полк закончил переучивание 29 сентября 1941 года.

## В действующей армии
В составе действующей армии:
- с 23 июня 1941 года по 5 сентября 1941 года.

## Командиры полка
- полковник Пестов Серафим Александрович[2], 1940 — 25.09.1941

## В составе соединений и объединений
| Период        | Фронт (округ)            | армия      | дивизия                            | примечание                                                  |
| ------------- | ------------------------ | ---------- | ---------------------------------- | ----------------------------------------------------------- |
| 19.04.1940 г. | Московский военный округ | ВВС округа | 46-я смешанная авиационная дивизия | СБ                                                          |
| 01.09.1940 г. | Московский военный округ | ВВС округа | 46-я смешанная авиационная дивизия | Ар-2                                                        |
| 01.02.1941 г. | Московский военный округ | ВВС округа | 46-я смешанная авиационная дивизия | Первым в ВВС КА начал перевооружаться на Пе-2               |
| 01.05.1941 г. | Московский военный округ | ВВС округа | 46-я смешанная авиационная дивизия | Участвовал на воздушном параде над Красной площадью на Пе-2 |
| 22.06.1941 г. | Юго-Западный фронт       | ВВС фронта | 46-я смешанная авиационная дивизия | Пе-2                                                        |
| 23.06.1941 г. | Западный фронт           | ВВС фронта |                                    | Пе-2                                                        |
| 30.08.1941 г. | Западный фронт           | ВВС фронта |                                    | потерял в боях все самолёты                                 |
| 06.09.1941 г. | Западный фронт           | ВВС фронта |                                    | начал перевооружение на Пе-3                                |
| 25.09.1941 г. | Западный фронт           | ВВС фронта |                                    | переименован в 95-й иап, 40 Пе-3                            |

## Участие в операциях и битвах
- Белостокско-Минское сражение — с 22 июня 1941 года по 8 июля 1941 года
- Смоленское сражение — с 10 июля 1941 года по 6 сентября 1941 года

## Самолёты на вооружении
| Период      | Самолёты |
| ----------- | -------- |
| 1940 — 1940 | СБ       |
| 1940 — 1941 | Ар-2     |
| 1941 — 1941 | Пе-2     |
| 1941 — 1941 | Пе-3     |

## Базирование
| Период         | Аэродром                     |
| -------------- | ---------------------------- |
| 1940 — 06.1941 | Калинин, Калининская область |